# Ostriv, Rokîtne
Ostriv (în ucraineană Острів) este localitatea de reședință a comunei Ostriv din raionul Rokîtne, regiunea Kiev, Ucraina.

## Demografie
Componența lingvistică a localității Ostriv
     Ucraineană (98,5%)
     Rusă (1,46%)
Conform recensământului din 2001, majoritatea populației localității Ostriv era vorbitoare de ucraineană (98,5%), existând în minoritate și vorbitori de rusă (1,46%).